# Temný den 19. května 1780
Temný den, zvaný též Zatmění slunce 1780 je úkaz z 19. května 1780, kdy severovýchodní část Severní Ameriky zahalila mimořádná temnota. Nešlo o astronomické zatmění Slunce, tj. zakrytí Slunce Měsícem. Očitý svědek prohlásil: „List bílého papíru vzdáleného několik centimetrů od oka byl stejně neviditelný, jako ten nejčernější samet.“ Zastření tmou trvalo dlouhé hodiny a mnoho míst v Americe bylo v úplné temnotě.
Jako téměř, ne-li naprosto ojedinělý, nejtajuplnější a až dosud neobjasněný úkaz svého druhu, … zůstává temný den 19. května 1780 – nejzáhadnější zatmění celé viditelné oblohy a ovzduší v Nové Anglii.
kniha „Naše první století“
Hustá tma během dne byla asi hodinu nebo dvě před příchodem večera vystřídána částečně jasnou oblohou a objevilo se Slunce, ačkoli bylo stále zatemněno černou, hustou mlhou.
Po západu Slunce se znovu objevily mraky a velmi rychle se setmělo a jinde I noční tma byla neméně nezvyklá a hrůzu nahánějící než tma ve dne. Přesto, že byl téměř úplněk, nedaly se rozpoznat žádné předměty, leč při nějakém umělém světle.

V noci, která následovala po temném dnu 19. května 1780, se mraky rozptýlily a objevil se Měsíc, který byl podle očitých svědků »rudý jako krev«.
Rektor Yaleské university tuto událost komentuje slovy: „19. květen 1780 byl pozoruhodným dnem. V mnoha domech se rozsvítily svíčky; ptáci utichli a slepice se vrátily na hřad… Všeobecně převažoval názor, že den soudu je nablízku“.

Samuel Williams z Harvardu podává zprávu, že temnota postupovala s mraky od jihozápadu mezi desátou a jedenáctou hodinou dopoledne a trvala až do poloviny příští noci; na různých místech se lišila svou intenzitou a trváním. Na některých místech lidé nemohli číst noviny ani venku.

Podle názoru Samuela Tennyho tma následujícího večera... nemohla být úplnější, ani kdyby byla zakryta všechna světla vesmíru neproniknutelným stínem.

Onoho večera v devět hodin byl měsíc v úplňku, ale tma trvala až do půlnoci. Když se měsíc ukázal, měl barvu krve.
Tato událost byla roku 2008 vysvětlena obrovským požárem, který prozradily letokruhy stromů. Hustá oblaka dýmu se dostala vysoko do atmosféry a zahalila Slunce na stovky kilometrů daleko.